# Serie A1 1958/59
Die Saison 1958/59 war die 25. Spielzeit der Serie A, der höchsten italienischen Eishockeyspielklasse. Meister wurde zum insgesamt dritten Mal in der Vereinsgeschichte der SG Cortina.

## Modus
Die vier Mannschaften absolvierten in der Hauptrunde jeweils zwölf Spiele. Der Erstplatzierte der Hauptrunde wurde Meister. Für einen Sieg erhielt jede Mannschaft zwei Punkte, bei einem Unentschieden gab es einen Punkt und bei einer Niederlage null Punkte.

## Hauptrunde
|    | Klub              | Sp | S  | U | N  | Tore  | Punkte |
| -- | ----------------- | -- | -- | - | -- | ----- | ------ |
| 1. | SG Cortina        | 12 | 11 | 0 | 1  | 55:29 | 22     |
| 2. | Diavoli HC Milano | 12 | 6  | 2 | 4  | 48:40 | 14     |
| 3. | HC Bozen          | 12 | 4  | 3 | 5  | 53:48 | 11     |
| 4. | HC Auronzo        | 12 | 0  | 1 | 11 | 26:84 | 1      |

## Meistermannschaft
Elio Alverà – Enrico Benedetti – Alberto Da Rin – Gianfranco Da Rin – Vittorio Denadal – Paolo De Zanna – Bruno Frison – Paolo Gaspari – Ivo Ghezze – Giulio Oberhammer – Wilfred Trasher – Carmine Tucci – Giulio Verocai – Giuseppe Zandegiacomo